# Genesis XIX
Genesis XIX det tyska thrash metal-bandet Sodoms sextonde studioalbum, utgivet i november 2020 på Steamhammer och i Japan på Avalon.
På albumet spelar gitarristen Yorck Segatz och trummisen Toni Merkel, som båda var nya i bandet. Genesis XIX innebar också gitarristen Frank "Blackfire" Gosdziks återkomst till Sodom. Han hade tidigare spelat på Persecution Mania (1987) och Agent Orange (1989). Detta innebar att bandet nu för första gången spelade med två gitarrister.
"Sodom & Gomorrah" och "Indoctrination" släpptes som singlar med tillhörande textvideor. Dessutom spelades en musikvideo in till "Friendly Fire".

## Låtlista
1. "Blind Superstition" (instrumental) – 1:02
2. "Sodom & Gomorrah" – 4:05
3. "Euthanasia" – 3:53
4. "Genesis XIX" – 7:08
5. "Nicht mehr mein Land" – 4:28
6. "Glock 'n' Roll" – 5:02
7. "The Harpooneer" – 7:09
8. "Dehumanized" – 3:53
9. "Occult Perpetrator" – 4:53
10. "Waldo & Pigpen" – 6:25
11. "Indoctrination" – 3:10
12. "Friendly Fire" – 3:36

## Medverkande
Musiker
- Tom Angelripper – sång, basgitarr
- Frank Blackfire – gitarr
- Yorck Segatz – gitarr
- Toni Merkel – trummor

Produktion
- Sodom – producent
- Toni Merkel – inspelningstekniker
- Siegfried "Siggi" Bemm – inspelninstekniker, mixning
- Patrick W. Engel – mastering
- Joe Petagno – omslagskonst
- Tom Angelripper – layout
- Nikolas Fritz – layout
- Moritz "Mumpi" Künster – foto